# Pétange
Pétange (luxembourgsk: Péiteng, tysk: Petingen) er en kommune og et byområde i storhertugdømmet Luxembourg. Kommunen, som har et areal på 11,93 km², ligger i kantonen Esch-sur-Alzette i distriktet Luxembourg. I 2005 havde kommunen 14.632 indbyggere. 
Den 9 august, 2019, blev byen ramt af en High-End F2 Tornado. Igennem dens 14 kilometer langt spor, kom 19 til skade og over 160 bygninger blev beskadiget.

## Galleri
- Pétange Rådhus